# Brigade M
Brigade M war eine niederländische Rechtsrock-Band. Sie existierte von 1995 bis 2005 (inoffiziell bis 2010) und zählte zu den bekanntesten RAC-Bands des Landes.

## Bandgeschichte
Brigade M wurde 1995 als Nachfolgeband der Hardcoreband Opel Ka-Death von Tim Mudde gegründet. Zunächst firmierte die Gruppe als Brigade Mussert. Bis 1997 konnte sich kein beständiges Line-up etablieren. Die Musik variierte zwischen Oi! und Hardcore. Neben alten Opel Ka-Death-Liedern coverte Brigade M, wie sich die Gruppe ab 1997 nannte, bei Liveauftritten auch Lieder von Skrewdriver. 1997 erschien der erste Song Eigen Volk Eerst (dt. Das eigene Volk zuerst) auf dem Rechtsrock-Sampler Welkom in Sassem, herausgegeben von Manfred Rouhs. Die Mitglieder von Brigade M beteiligten sich auch an den anderen Bands des Samplers. Anschließend stagnierte die Bandgeschichte bis Tim Mudde 1999 neue Mitstreiter für den zweiten (erst 2001 veröffentlichte) Teil des Samplers engagierte. Anschließend entstanden einige Lieder für diverse Sampler.
2001 erschien ein erstes Demo unter dem Namen Holland, 2002 die erste Single Boykot McDood mit dem Coversongs Bundeswehrpilot von Landser und Wickie (Titelsong von Wickie und die starken Männer). Die Liveaufnahmen dieser Lieder stammen von einem Gig in Ramstein für die NPD 2002. 2003 erschien eine frei erhältliche Single im Internet und die Split-CD Diets-Deutsche Kameraden mit den deutschen Rechtsrock-Bands Stromschlag und Schutt & Asche. Im Juni des gleichen Jahres erschien das Debütalbum Trouw aan Rood, Wit, Blauw (dt.: Treue für Rot-Weiß-Blau). Wie bereits die frühen Veröffentlichungen der Band enthielt das Album ausländerfeindliche, nationalistische und patriotische Lieder. Eine Split-CD mit der ukrainischen Band Tsirulnya erschien ebenfalls in diesem Monat.
2004 erschien eine kostenlose Single, die auf den Mord an Theo van Gogh Bezug nahm. 2005 spielte die Band auf dem ersten Fest der Völker. Der Auftritt am 16. Oktober 2005 in Dussen zusammen mit der belgischen Band Lion’s Pride vor 350 Nationalisten aus mehreren Ländern war der Abschiedsauftritt der Gruppe. Es war das größte Rechtsrock-Konzert, das jemals in den Niederlanden stattgefunden hat. Die dazugehörige DVD, die 2006 veröffentlicht wird, wurde am 29. Juli 2009 in Deutschland indiziert. Das letzte Album Nationaal-Revolutionair erschien 2005 in einer holländischen und 2006 auf PC Records in einer deutschsprachigen Version. 2006 erfolgte außerdem eine weitere englischsprachige Veröffentlichung des Albums. Anschließend löste sich Brigade M auf. Dennoch war die Gruppe weiterhin auf diversen Kompilationen vertreten und 2008 erschien außerdem eine Split-CD mit De Ruyter Korps. Gelegentlich trat Tim Mudde mit wechselnden Besetzungen als Brigade M auf.

## Ideologie

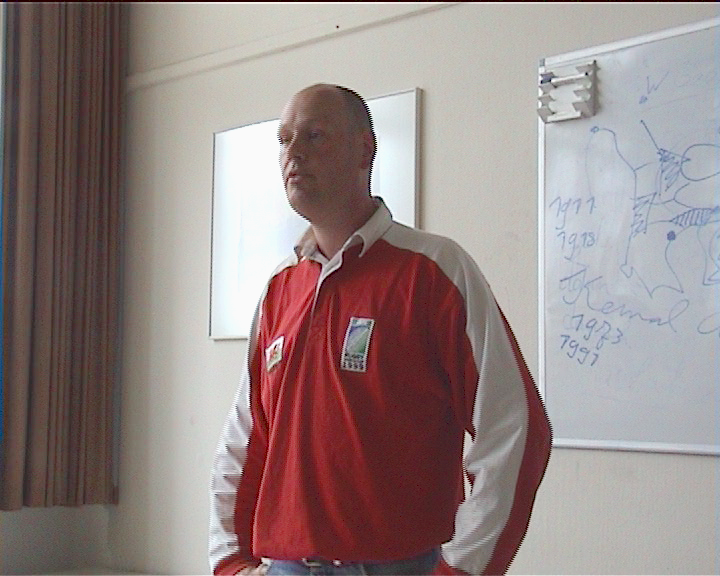
Tim Mudde (2004)

Brigade M war eng mit dem in Deutschland verbotenen Blood-and-Honour-Netzwerk verstrickt und spielte wiederholt auf Auftritten für die deutsche Partei NPD. Eine enge Verbindung bestand zur Band Landser. Brigade M sind auf mehreren Tributalben für diese Gruppe und deren Sänger Michael Regener vertreten. Die Gruppe war außerdem immer wieder in rechtsextreme Straftaten verwickelt. So wurde ein ehemaliger Sänger der Gruppe 1999 in Den Haag verurteilt, weil er einen jüdischen Friedhof schändete. In Deutschland sind die DVD Rock voor Dietsland und das Splitalbum We’re Gonna Fight indiziert.
Der Bandname leitete sich anfangs von Anton Adriaan Musserts Landwacht Niederlande ab, das M steht aber heute laut der offiziellen Website für „Metapolitics“, eine „Kulturkampf“-Strategie der Neuen Rechten.
Brigade M versteht sich weniger als Musikgruppe, sondern als „Propagandawerkzeug“ für die „nationalrevolutionäre Propaganda“. Die Gruppe rühmt sich, als Einzelpersonen mit zahlreichen rechtsextremen Organisationen zusammenzuarbeiten, als Band jedoch keiner Organisation zu unterstehen.

## Diskografie

### Alben
- Trouw aan Rood, Wit, Blauw (2003)
- Nationaal-Revolutionair (2005)
- Nationalrevolutionär (deutsche Version, 2006)
- National Revolutionary (englische Version, 2006)

### Split-Veröffentlichungen
- Diets-Deutsche Kameraden (mit Stromschlag und Schutt & Asche, 2003)
- We’re Gonna Fight (Split-CD mit Tsirulnya, indiziert[8], 2003)
- Dutch-Hungarian Brotherhood (mit Fehér Törvény, 2003)
- Support Our POW’s Tour 2005 (mit Calslagen, 2005)
- Hate for Breakfast/Brigade M (2006)
- Rock voor Dietsland (Split-DVD mit Lion’s Pride, indiziert[5], 2006)
- Kraken Gaat Door (mit De Ruyter Korps, 2008)

### Sonstige Veröffentlichungen
- Holland (Promo, 2001)
- Boykot McDood (7’’-Single, 2002)
- Pechtold Houzee!/Volkert is een Mietje (Free-CD-Single, 2003)
- Rock voor Volk & Vaderland 1997–2002 (MC, Best of, 2003)
- Ode aan de Kazerne (7’’-Single, 2003)
- Het vrije woord wordt vermoord (Free-CD-Single, 2004)